# フーゴ・シュワブ
フーゴ・シュワブ（Hugo Schwab、1887年6月27日 - 1944年8月24日）は、ルーマニアの軍人。中将。